# Plutodes costatus
Plutodes costatus là một loài bướm đêm trong họ Geometridae.